# Orbita ermeocentrica
In astronomia e astronautica si dice orbita ermeocentrica una qualsiasi orbita attorno al pianeta Mercurio.
Nessun corpo celeste di origine naturale si trova attualmente in orbita ermeocentrica.
L'unica sonda spaziale di fabbricazione umana ad essersi immessa in orbita attorno al pianeta è stata la MESSENGER, il 18 marzo 2011.

## Orbite notevoli
Alcuni tipi particolari di orbita ermeocentrica sono l'orbita ermeosincrona e l'orbita ermeostazionaria.